# 王威
王 威（おう い、生没年不詳）は、中国後漢時代末期の武将。

## 正史の事跡
| 姓名           | 王威      |
| 時代           | 後漢時代  |
| 生没年         | 〔不詳〕  |
| 字・別号       | 〔不詳〕  |
| 本貫・出身地等 | 〔不詳〕  |
| 職官           | 〔不詳〕  |
| 爵位・号等     | -         |
| 陣営・所属等   | 劉表→劉琮 |
| 家族・一族     | 〔不詳〕  |

王威は若くして荊州の郡吏となった。刺史の劉表が「有益で時事に適した陳情であれば、身分の貴賤を問わず聞く」と布告を出した。王威は陳事を評価されて州刺史の官吏となり、大蝋（年の暮れ）に交替で休暇を取った。
続いて劉表の子劉琮に仕えた。曹操が大軍を率い荊州に侵攻して来ると、劉琮は戦わずして降伏し、劉備も逃走した。このとき王威は「曹操は我が軍を降し劉備も退けたため、安心して備えを緩めているに違いありません。私に兵数千を預けていただければ、曹操を捕虜にしてみせます。曹操を捕らえれば天下も夢ではありません」と劉琮に申し出た。しかし、劉琮はこれを容れなかった。その後の王威の行方は不明である。

## 物語中の王威
小説『三国志演義』では、劉表の部将として登場。劉備暗殺を謀る蔡瑁の指示で、同僚の文聘とともに劉備の傍らから趙雲を引き離す役を担う。曹操が荊州に入ると隙をついて襲撃することを進言したが、蔡瑁と「汝は天命を知らず！」「売国の徒め！」など罵りあいとなり蒯越に仲裁された。その後は、青州へ転任させられた劉琮にただ一人付き従い、その母の蔡夫人らの護衛となる。しかし、曹操の命を受けた于禁が母子の殺害に来ると、力戦したが劉琮らとともに皆殺しにされている。